# Д’мбени
Д’мбени или Дамбени (грч. Δενδροχώρι, до 1926. грч. Δύμπεν) је насељено место у општини Костур у периферији Западна Македонија, Грчка. Према попису из 2021. године било је 253 становника.
Према бугарском географу и историчару, Василу Канчову, у Д’мбенима је 1900. године живело 1.650 Словена хришћана.  Током грађанског рата село је доста страдало, већина становништва је избегла, тако да је 1951. остало само 19 житеља. Грчке власти на њихово место насељавају грчке колонисте из Епира.

## Познате личности
- Лазар Поп-Трајков, песник, учитељ и војвода ВМОРО